# カザフスタンの農業

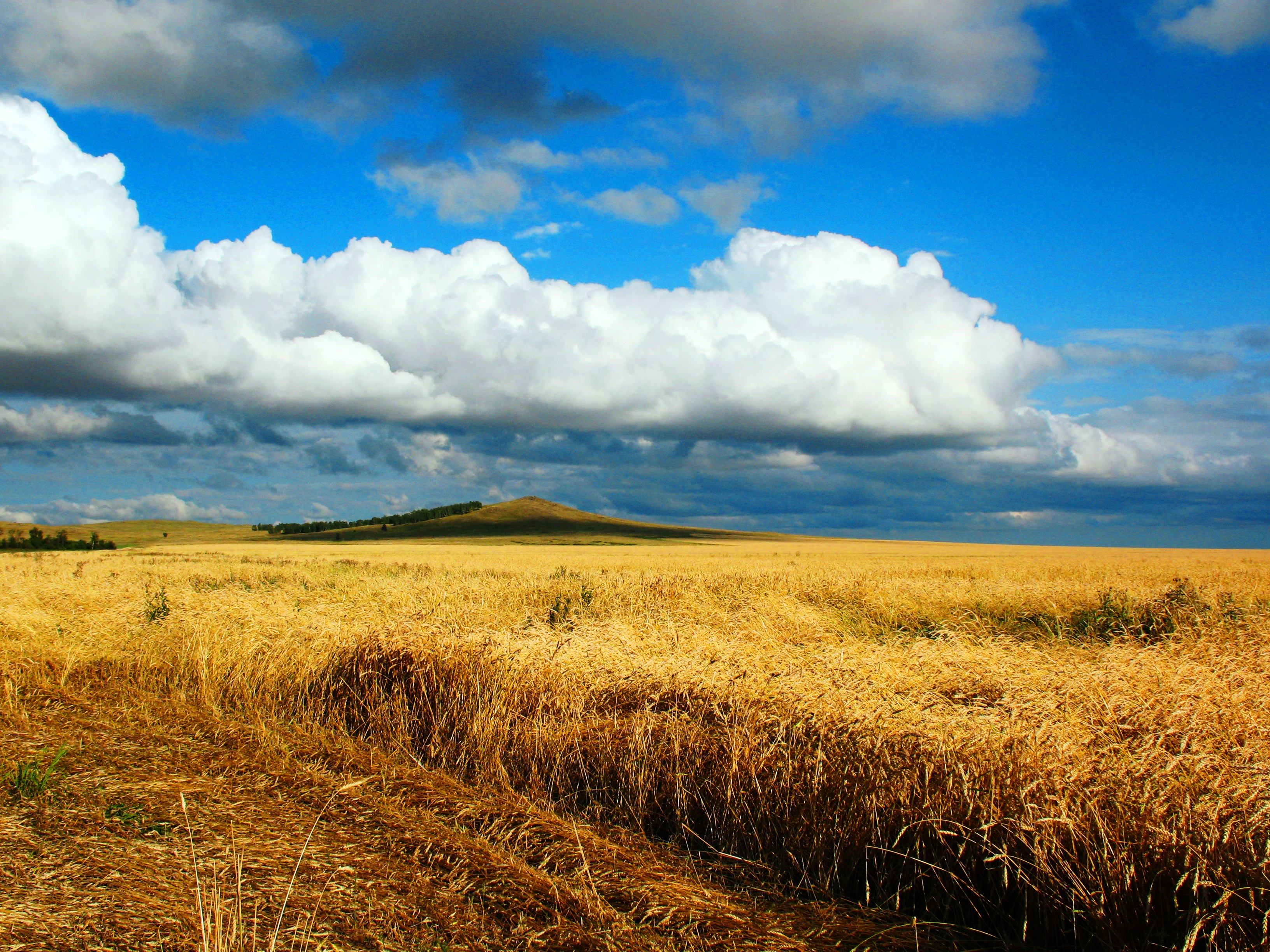
カザフスタンの小麦畑

本項目では、カザフスタンの農業について述べる。

## 概要
カザフスタンの農業がカザフスタンの経済において占める割合は低いままである。農業の国内総生産 (GDP) に占める割合は10％に満たない6.7％であり、労働者の20％が農業に従事している。また、国土の70％以上が穀物栽培や牧畜に使用されている。北米と比較すると農業用地の国土に占める割合は低いが、カザフスタンの北部地域ではこの数値が高くなる。農業用地の70%は牧草地として使用されている。
カザフスタンにおいて最も収穫高の多い穀物は小麦である。カザフスタンは世界有数の小麦生産国であり、カザフスタンの小麦はアフガニスタン、イラン、中国、ロシアを始めとする世界各国に輸出されている。他に生産されている作物としては大麦、綿花、シュガービート、ヒマワリ、亜麻、米などがある。カザフスタンの農業用地はソビエト連邦時代にニキータ・フルシチョフによりカザフスタン北部で行われた処女地開拓計画の間に土壌の栄養の枯渇が進んだ。これは現在も農業生産に影響を及ぼしている。カザフスタンワインはアルマトイ東部の山麓地帯で生産されている。
2011年、カザフスタンは2009年の2100万トンを上回り、年間収穫量記録となる2690万トンの穀物を収穫した。2012年には、カザフスタン農業省は干ばつ被害のため収穫高が1400万トンにとどまる見通しであると述べた。

## 畜産
カザフスタンで飼育されている動物としてはヤギ、ウマ、ブタ、ヒツジ、ニワトリなどがある。生産量の多い食肉としては、牛肉、豚肉、羊肉、鶏肉とその他の肉がある。羊毛や牛乳、卵はカザフスタンの畜産業における主な生産品目の一つである。
カザフスタンは世界で最もオオカミが生息する国であり、約90,000頭が国内に生息している。